# Яблоко раздора (повесть)
«Яблоко раздора» — детская повесть А. В. Рябинина о Троянской войне. Повесть удостоена литературной Премии имени Эрнеста Хемингуэя за 2017 год. По её мотивам была написана пьеса «Игры богов, или Яблоко раздора», которая была поставлена в ряде театров России.

## Сюжет
Сюжет повести в основном соответствует мифологическому описанию и истории Троянской войны, как они изложены в «Илиаде» Гомера и произведениях Еврипида, Аполлодора, Вергилия, Овидия, Квинта Смирнского, но адаптирован для детей и подростков.

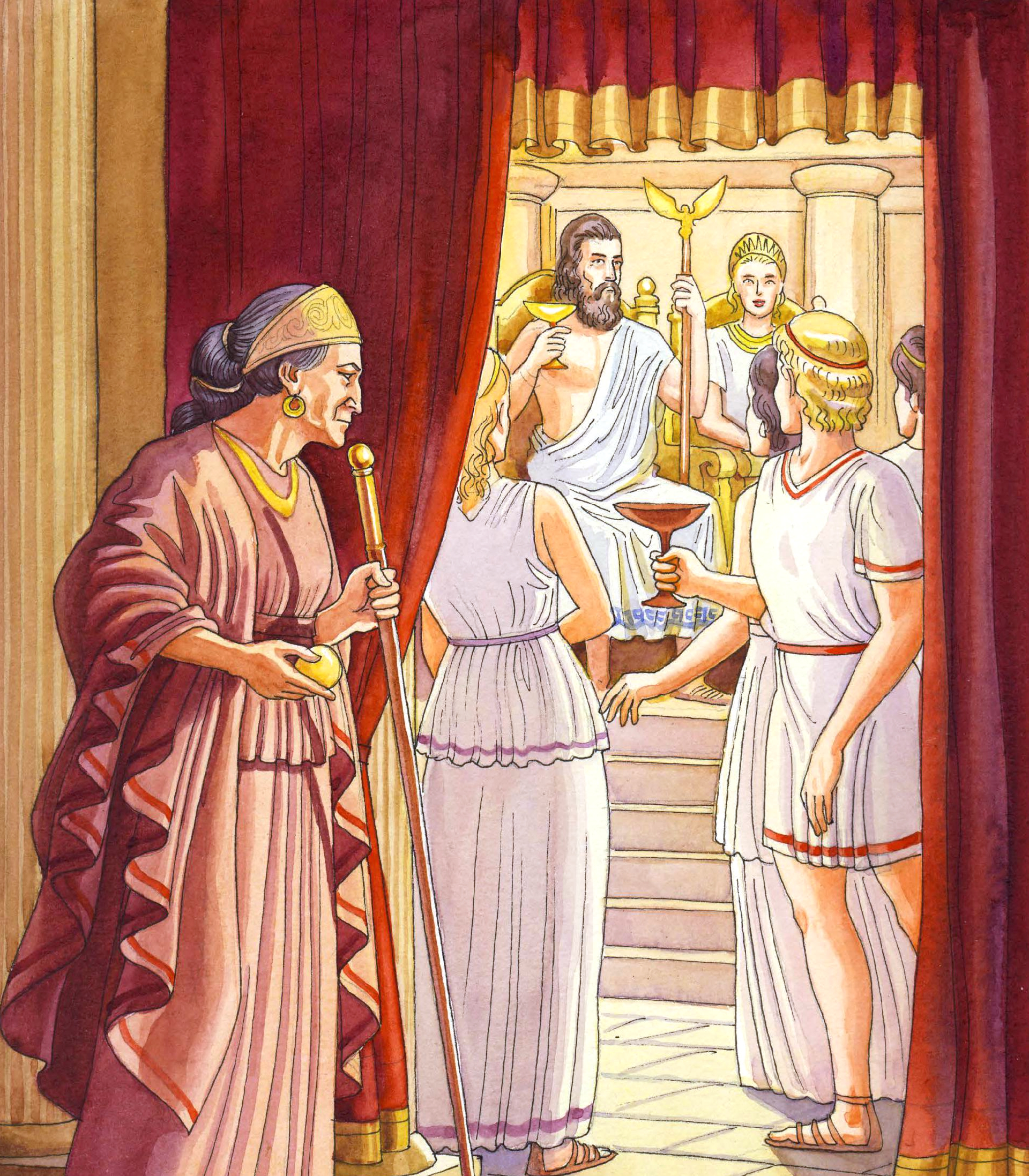
Эрида на свадьбе Пелея и Фетиды. Иллюстрация из книги А. В. Рябинина «Яблоко раздора»

Боги на Олимпе отмечали брак героя Пелея и морской богини Фетиды. На пир были приглашены все боги, но богиню раздора и хаоса Эриду пригласить забыли. Тем не менее, она всё же явилась на пир, где оставила золотое яблоко из сада Гесперид с надписью «Прекраснейшей!». В результате между богинями Герой, Афродитой и Афиной разразился спор, кто же из них является прекраснейшей и достоин съесть это яблоко. По совету Гермеса, богини для разрешения спора решили обратиться к не к богам, а к человеку — прекрасному Парису, юному сыну царя Трои Приама. Афродита пообещала Парису, что он получит в жёны саму красивейшую в мире женщину. В итоге Парис назвал прекраснейшей Афродиту, тем самым, оскорбив и разозлив двух других богинь.
Прошли годы, Парис возмужал и напомнил Афродите об обещании. По совету богини он отправился в Спарту в гости к царю Менелаю, который был женат на Елене — женщине удивительной красоты. Менелай принял Париса и устроил пир в его честь. Однако, по указанию Афродиты, бог любви Эрот выстрелил из лука в Елену и она без памяти влюбилась в Париса. Ночью Елена и Парис тайно покинули Спарту и уплыли в Трою, причём, по указанию Париса, его солдаты также похитили из Спарты всё царское золото и драгоценности. По пути в Трою Парис остановился на острове Кранай, чтобы сделать жертвоприношение, а в это время Гермес по просьбе Геры и Афины похитил Елену и перенёс её в Египет на попечению к царю Протею, где с неё тотчас же спало наваждение наложенное Эротом. А вместо настоящей Елены на корабле Париса оставил некое призрачное существо лишь похожее на Елену.
Вероломство троянцев вызвало возмущение не только у спартанцев, но и у других народов и царей Пелопоннеса. В итоге на войну с Троей стали собираться войска не только спартанцев, но и войска множества их союзников — всего более тысячи кораблей. Командовал войсками греков царь Микен и брат Менелая Агамемнон. Среди его воинов было множество прославленных царей и героев — царь Мессении Нестор, царь Аргоса Диомед, царь острова Саламин Аякс и его сводный брат Тевкр, критский царь Идоменей, царь острова Родос Тлептолем, царь Итаки Одиссей, воин Филоктет и другие. Не хватало лишь легендарного воина Ахиллеса, сына царя Фессалии Пелея, на свадьбе у которого и возник когда-то спор богинь из-за золотого яблока.
Хотя сам Ахиллес был не против отправиться на войну, но его мать Фетида была резко против его участия. Она заставила его спрятаться от посланников Агамемнона на острове Скирос, переодевшись в женскую одежду. Диомед и Одиссей предприняли хитрость, сымитировав нападение пиратов на остров Скирос, а когда Ахиллес с мечом бросился на защиту, его вычислили и уговорили принять участие в войне с Троей.
Афродита уговорила богов Аполлона и Артемиду помочь троянцам. Артемида наслала такой сильный встречный ветер и течения, что греки не могли на своих кораблях выйти в море. Жрец и прорицатель Калхас сказал Агамемнону, что для того, чтобы умилостивить Артемиду надо принести ей жертву — дочь Агамемнона Ифигению. Агамемнон согласился. Когда на церемонии жертвоприношения Калхас занёс нож над Ифигенией, то Артемида, которая наблюдала за всем, сжалилась забрала Ифигению с алтаря и перенесла её в Тавриду, а на её место поместила козу, причём сделала это так, что никто не заметил подмены. В итоге войска греков вышли и отправились к Трое.
Тем временем, троянцы тоже стали собирать войска. Союзники Трои — Фригия, Мизия, Пафлагония, Дакия, Фракия, Киликия, Лесбос и Лидия прислали своих воинов на помощь царю Приаму. Среди троянцев было тоже много прославленных героев — Эней, Кикн, Пандар, Гиппофой, Асий, Акамант и другие. Командовал войсками троянцев прославленный воин Гектор — сын царя Трои Приама.
Войска греков прибыли к Трое, начался бой, в котором Ахиллес убил Кикна. Затем Менелай и Одиссей отправились в Трою на переговоры с Приамом. Однако тот отказался возвращать грекам Елену и сокровища и дал им три дня на то, чтобы покинуть берега Трои. На следующий день отряды греков пошли на приступ Трои, но достичь победы им не удалось. Тогда греки прибегли к осаде Трои, которая продлилась почти девять лет.
Однажды, совершая побеги на окрестные города, Агамемнон разграбил храм Аполлона в Фивах и похитил дочь верховного жреца Хрисеиду. Это вызвало гнев бога Аполлона и он начал истреблять войска греков невидимыми стрелами. По совету жрецов Агамемнон вернул Хрисеиду отцу, но потребовал от Ахиллеса отдать ему другую захваченную пленницу — дочь царя Бриса. Это вызвало возмущение Ахиллеса и он отказался участвовать в войне, однако уезжать со своим войском накануне падения Трои и покрыть себя позором он не хотел. Он обратился к своей матери богине Фетиде и та уговорила Зевса заступиться за троянцев, чтобы войска Агамемнона без помощи её сына не взяли Трою.
Агамемнону приснился сон, что он возьмёт Трою и на следующий день он вывел свои войска. Навстречу ему вышли многочисленные войска Трои. Когда войска сблизились Менелай увидел Париса и захотел с ним сразиться лично. Тогда Гектор предложил, чтобы Парис и Менелай сразились только вдвоём. Если победит Парис — войска греков покинут Трою, а если Менелай, то троянцы отдадут ему Елену и всё похищенное сокровище. Стороны заключат мир и уже надоевшая всем война закончится. Приам и Агамемнон публично поклялись, что их войска соблюдут эту договорённость. Начался бой, где преимущество было на стороне более опытного воина Менелая. Однако Афродита, желая защитить своего любимца, спасла Париса и перенесла его внутрь Трои под защиту стен, а также уговорила Пандара выстрелить из лука в Менелая. Хотя Менелай был только ранен стрелой, но это полностью разрушило временное перемирие. Началась битва, в которой помимо людей на стороне греков стали сражаться и сами боги — Афродита, Аполлон, Арес и сам Зевс. В битве погибло множество людей, включая Пандара. Хотя Афродита и Арес были ранены Диомедом, которому тайно помогала Афина, но войска греков были почти разгромлены.
Ахиллес и его войска не принимали участие в битве, ожидая когда Агамемнон начнёт умолять Ахиллеса вернуться. И действительно послы Агамемнона пришли к нему с извинениями и богатыми подарками. Ахиллес, хотя и не простил Агамемнона, но согласился отправить ему на помощь часть своих войск под предводительством своего близкого друга Патрокла. Тем временем, Зевс приказал богам помогать троянцам лишь до тех пор, пока в бой не вступит Ахиллес и тем самым его обещание Фетиде будет исполнено.
В бою Патрокл погиб от рук Гектора. Узнав об этом, Ахиллес ринулся в бой. В этот момент боги тотчас перестали помогать троянцам. Ахиллес встретился с Гектором и в поединке убил его. Войска Трои остались без предводителя. Хотя к царю Приаму и приходили войска на помощь — многотысячное войско амазонок под руководством царицы Пенфесилаи и войско царя Эфиопии Мемнона, но и они были разбиты греками. Однако в одном из сражений Парис выстрелил из лука в Ахиллеса и, благодаря Аполлону, который тайно всё же помогал Трое, смог убить его. В ответ греческий воин Филоктет выстрелил в Париса из лука, когда-то подаренного ему Гераклом, и тоже убил его.
Хотя войска Трои потерпели серьёзный урон, но грекам не удавалось одержать победу, так как город находился под защитой внушительных стен. Вновь началась осада Трои, которая продолжалась несколько месяцев. Многие решили, что она опять затянется на годы. Однако Одиссей придумал хитрый план. Все войска греков внезапно сели на корабли и уплыли из Трои, оставив у ворот города огромного деревянного коня. Троянцы решили, что они победили в войне и захотели внести статую коня в город и поместить её на самом почётном месте. Однако жрец и прорицатель Лаокоон выступил против этого. Он считал, что это ловушка и призывал троянцев немедленно уничтожить коня. Афина, услышав это, немедленно направила из моря двух огромных змей, которые выползли на сушу, устремились к Лаокоону, задушили его и вновь вернулись в море. Это убедило троянцев, что конь — это дар богов и не надо ему противиться. Конь был так велик, что не проходил в ворота, тогда троянцы сделали в крепостной стене пролом и втащили коня в город. В городе начался пир и никто не стал устанавливать сторожевые посты.
Ночью, когда все уснули, из деревянного коня вылезли Одиссей, Менелай, Диомед, Идоменей, Неоптолем, Филоктет и ещё несколько десятков воинов. И в то же время греческая флотилия вновь причалила к берегам Трои. Одиссей с товарищами напали на спящий город, устроив настоящую бойню, не жалея ни женщин, ни детей. К утру Троя пала. Царь Приам был убит Неоптолемом. Елену доставили на корабль Менелая. Война закончилась и корабли греков отправились с богатой добычей домой.
Корабли Менелая бурей унесло к берегам Египта, где он оказался в царстве Протея, куда Гермес спрятал настоящую Елену. Когда Менелай ступил на землю Египта эфирное привидение, подменявшее Елену, исчезло и Менелай вновь встретился со своей женой. После этого они путешествовали вместе ещё семь лет, а потом вернулись в Спарту.
Агамемнон же, вернувшись в Микены, был зарезан собственной женой Клитемнестрой и её сообщником Эгистом. Сын Агамемнона Орест позже расправился с убийцами отца, а также разыскал и вернул на родину свою сестру Ифигению.

## Пьеса
В 2017 году автор книги А. В. Рябинин совместно с драматургом Е. Исаевой написал по мотивам своей повести пьесу «Игры богов, или Яблоко раздора». Действие пьесы происходит в Древней Греции, где Троянская война рассматривается как компьютерная игра для богов Олимпа, которые, играя в неё, определяют ход дальнейших событий. Постановки пьесы прошли в ряде театров России.

#### Постановки
- «Игры богов, или Яблоко раздора». Астраханский государственный театр юного зрителя. Режиссёр С. В. Тараскин. Премьера 25 ноября 2018[3][4][5][6][7].
- «Википедия богов». Центр драматургии и режиссуры. Режиссёр В. Н. Панков. Премьера 25 апреля 2019[8].

## Издания

### Повесть
- Рябинин А. В. Яблоко раздора: сказка про древних богов, богинь, царей и богатырей — М.: ИЭУП, 2016. — 92 с. ISBN 978-5-9909598-8-0
- Рябинин А. В. Яблоко раздора: Сказка про древних богов, богинь, царей и богатырей. — СПб.: Издательство «Антология», 2017. — 128 с.: ил. ISBN 978-5-93249-007-5

### Пьеса
- Рябинин А., Исаева Е. Игры богов, или Яблоко раздора. Пьеса по книге Алексея Рябинина «Яблоко раздора. Сказка про древних богов, богинь, царей и богатырей». — М.: ИЭУП, 2020. — 49 с.: ил. ISBN 978-5-93249-011-2

## Награды
- Повесть «Яблоко раздора» была удостоена премии имени Эрнеста Хемингуэя за 2017 год в номинации «Детская проза»[1][9].
- Пьеса «Игры богов или Яблоко раздора» — победитель конкурса по поддержке современной драматургии Министерства культуры Российской Федерации (2018)[10].

## Критика
Повесть получила многочисленные, в основном, положительные отзывы. Как правило, отмечали увлекательность изложения и лёгкость чтения.
Писатель, публицист, литературный обозреватель «Комсомольской правды» Олег Жданов назвал повесть Рябинина «новым прочтением древнегреческого культурного наследия в контексте вызовов XXI века» и сравнил её с работами Николая Куна. Он отметил, что в книге меньше эпической распевности и больше динамики, но изложение не потеряло главного — «в нём есть герои, мощнейшая драматургия, объёмные образы, неотвратимость наказания за гордыню и алчность, великая сила Любви».
М. А. Замотина, писатель и журналист, секретарь Правления Московской организации Союза писателей России в своём обзоре современных книг, пересказывающих античную мифологию, подробно останавливается на творчестве А. В. Рябинина. Возмущение М. Замотиной вызвал подзаголовок книжного цикла А. В. Рябинина, в который кроме «Яблока раздора» входят «Тесей» и «Загадка Сфинкса»: «Сказка про древних богов, богинь, царей и богатырей». По мнению обозревателя, мифы некорректно называть сказками, а кроме того автор ошибочно использовал слово «богатыри», так как «это не по-гречески». М. А. Замотина указывает, что корректнее было бы использовать слово «герои». Сама книга «Яблоко раздора», с точки зрения обозревателя, написана увлекательно, легко читается и красиво оформлена.
Обозреватель литературного журнала «Московский литератор» Елена Царёва, в целом положительно оценивая повесть «Яблоко раздора», отметила неуместность использования слов «сказка» и «богатыри» в подзаголовке. Согласно Царёвой, слово «богатырь» имеет восточное происхождение, а в русских летописях так изначально называли воевод монгольского царя. Кроме того, недоумение у неё вызвала иллюстрация в книге, где изображена смерть Ахиллеса, где он показан не со стрелой в пятке, а со стрелой в шее.
Писатель и историк Алекс Бертран Громов в книжном обзоре на сайте «Лаборатория Фантастики» отмечает, что книга Рябинина «Яблоко раздора» создана по мотивам древнегреческих мифов о Троянской войне, как они изложены в произведениях Гомера, Еврипида, Аполлодора, Вергилия, Овидия, Квинта Смирнского. По мнению Громова, автору удалось превратить классические истории, которым многим могли бы показаться уже изрядно затёртыми, в оригинальное и живое повествование, но при этом связь с первоисточниками сохранилась и даже стала выражена более ясно «по сравнению с некоторыми другими переложениями античных преданий». Также Громов отмечает, что поступки персонажей в повести как положительные, так и отрицательные очень хорошо психологически мотивированы.
Книжный критик, член Союза писателей Москвы Дмитрий Гасин в своём обзоре поставил книги Рябинина «Яблоко раздора» и «Тесей» в один ряд с известными книгами, пересказывающие греческие мифы — «Легенды и мифы Древней Греции» Николая Куна и «Занимательная Греция» Михаила Гаспарова, а по языку изложения сравнил их с «Голубой книгой» Михаила Зощенко. Также Гасин обратил внимание, что Рябинин хотя и придерживается точности изложения мифов, но при наличии нескольких вариантов трактовки, всегда выбирает наиболее мягкий для восприятия ребёнком XXI века вариант. Так, например, излагая миф о Елене Прекрасной, Рябинин выбрал вариант версии мифа Еврипида, что Парис похитил не настоящую Елену, а лишь её призрак, а настоящая Елена осталась невинной, будучи перенесённой Гермесом в Египет. Гасин хвалит лексику и стиль изложения автора как максимально приближённые к современной литературе, отмечает отсутствие цинизма и иронии, бережное отношение к традиции, следование логике сюжета и системность изложения.